# Nachal Ulam
Nachal Ulam (hebrejsky: נחל אולם, arabsky: Vádí Awlam) je vádí v Dolní Galileji, v severním Izraeli.
Začíná v nadmořské výšce přes 200 metrů na jihozápadních svazích hřbetu Har Javne'el. Nachází se tu pramen Ejn Ulam (עין אולם) a v jeho okolí archeologická lokalita Ulam, s pozůstatky židovského starověkého osídlení. Poblíž stála do roku 1948 arabská vesnice Awlam. Vádí pak směřuje k jihozápadu mělkým, odlesněným údolím, jehož okolí je zemědělsky využíváno. Víc než 2 kilometry východně od obce Kfar Kisch ústí severně od pahorku Tel Recheš zleva do vádí Nachal Recheš.